# Мансуров, Андрей Николаевич
Андрей Николаевич Мансуров (1941 — 2015) — советский физик, доктор физико-математических наук (1988), профессор, проректор МГПИ.

## Биография
В 1958 поступил на физико-математический факультет Московского государственного педагогического института имени В. И. Ленина, который закончил с отличием, потом учился в аспирантуре и защитил кандидатскую диссертацию по радиофизике. С 1966 работал на кафедре общей и экспериментальной физики, пройдя путь от старшего преподавателя до профессора, одновременно ведя интенсивную научную работу в Проблемной радиофизической лаборатории. Защитил докторскую диссертацию в 1988. Возглавлял диссертационный совет по физике, руководил аспирантами, опубликовал свыше 100 печатных работ. За деятельность в области образования награждён орденом «Знак почета», орденом «Дружба народов», знаком «Отличник просвещения» а также наградами Министерства науки и образования.

## Публикации
- Гершензон Е. М., Малов Н. Н., Мансуров А. Н. Курс общей физики - Оптика и атомная физика. Просвещение, 1992.
- Гершензон Е. М., Малов Н. Н., Мансуров А. Н. Молекулярная физика. М.: Академия, 2000. ISBN 5-7695-0323-8.[1]
- Гершензон Е. М., Малов Н. Н., Мансуров А. Н. Электродинамика. М.: Академия, 2002. ISBN 5-7695-0746-2.
- Мансуров А. Н. Физика. 10-11. Просвещение, 2006. ISBN 5-09-014876-7.[2]